# 庄駅 (福岡県)
庄駅（しょうえき）は、かつて福岡県田川郡添田町庄にあった、鉄道省（省鉄）田川線（現・日田彦山線）の貨物駅（実質的な廃駅）である。貨物支線の休止に伴い、1943年（昭和18年）7月1日に休止駅となった。廃止手続は行われていない。

## 歴史
- 1904年（明治37年）10月25日 - 九州鉄道により開業[1]。
- 1907年（明治40年）7月1日 - 九州鉄道国有化[1]。
- 1943年（昭和18年）7月1日 - 貨物支線の休止に伴い休止[1]。

## 隣の駅
鉄道省（省鉄）
田川線（貨物支線）
西添田駅 - 庄駅